# Amour, Piments et Bossa nova
Pour plus de détails, voir Fiche technique et Distribution.
Amour, Piments et Bossa nova (titre original : Woman on Top) est un film américain réalisé par Fina Torres et sorti en 2000.

## Synopsis
Isabella, née au Brésil, a le don de savoir cuisiner et susciter le désir des hommes. Cependant elle renonce à son rêve de devenir un grand chef à l'étranger pour rester avec Toninho, tout en souffrant de réprimer son besoin de tout contrôler.

## Fiche technique
- Titre : Amour, Piments et Bossa nova
- Titre original : Woman on Top
- Réalisation : Fina Torres
- Scénario : Vera Blasi
- Musique : Luis Bacalov
- Photographie : Thierry Arbogast
- Montage : Leslie Jones
- Production : Alan Poul (en)
- Sociétés de production : Fox Searchlight Pictures et Propaganda Films
- Sociétés de distribution : UGC-Fox Distribution (France) et Fox Searchlight Pictures (États-Unis)
- Lieux de tournage : Bahia, San Francisco
- Pays de production :  États-Unis
- Genre : Comédie romantique et fantastique
- Durée : 92 minutes
- Dates de sortie :
  - France : mai 2000 (Festival de Cannes)
  - France : 27 septembre 2000
  - Belgique : 25 octobre 2000

## Distribution
- Penélope Cruz (VF : Ethel Houbiers) : Isabella Oliveira
- Murilo Benício : Toninho Oliveira
- Harold Perrineau : Monica Jones
- Mark Feuerstein : Cliff Lloyd
- John de Lancie : Alex Reeves
- Anne Ramsay : Directeur
- Ana Gasteyer : Claudia Hunter

## Récompenses et distinctions
- Nommé au Festival du film de Bogota en 2000
- Présenté au Festival de Cannes 2000 dans la sélection Un certain regard[2]
- Hors compétition au Festival du cinéma américain de Deauville 2000.